# Кестен
Кестени (лат. Castanea) су род листопадног дрвета из породице букви (Fagaceae), који расте у свим крајевима северне хемисфере. Назив се односи и на јестиви плод који дрво рађа.

## Врсте
Кестени припадају породици букви, која исто тако обухвата храстове и букве. Четири главне групе врста су општепознате као амерички, европски, кинески и јапански кестен.
| Подфамилија      | Слика | Научно име          | Уобичајено име                                                      | Дистрибуција                                 |
| ---------------- | ----- | ------------------- | ------------------------------------------------------------------- | -------------------------------------------- |
| Амерички кестени |       | Castanea dentata    | Амерички кестен                                                     | источне државе                               |
| Амерички кестени |       | Castanea pumila     | Амерички или Алегени чинкапин, такође познат као „патуљасти кестен” | јужне и источне државе                       |
| Азијски кестени  |       | Castanea mollissima | Кинески кестен                                                      | Кина                                         |
| Азијски кестени  |       | Castanea henryi     | Кинески чинкапин, такође се назива Хенријев кестен                  | Кина                                         |
| Азијски кестени  |       | Castanea seguinii   | Сегински кестен                                                     | Кина                                         |
| Азијски кестени  |       | Castanea crenata    | Јапански кестен, корејски кестен                                    | Малезија и вероватно друге јужноазијке земље |
| Европски кестен  |       | Castanea sativa     | слатки кестен, такође се назива „шпански кестен” у САД и УК         | Делови Јужне Европе                          |

Неповезани коњски кестени (род Aesculus) нису прави кестени, али су добили име по производњи орашастих плодова сличног изгледа који су благо отровни за људе. Не треба их мешати са воденим кестеном, који је кртоле водене зељасте биљке из породице шаша Cyperaceae. Друге врсте које се обично грешком сматрају кестеновима су кестенов храст (Quercus prinus) и америчка буква (Fagus grandifolia), обе од којих су такође у Fagaceae.

## Историја

### Европа
| Ранг | Земља               | 1979    | 2009      | 2010      | 2011      | 2016      | 2017      | 2018      | 2019      |
| --- | ------------------- | ------- | --------- | --------- | --------- | --------- | --------- | --------- | --------- |
| 1 | Кина                | 123.000 | 1.550.000 | 1.620.000 | 1.700.000 | 1.879.031 | 1.939.719 | 1.965.351 | 1.849.137 |
| 2 | Турска              | 46.000  | 61.697    | 59.171    | 60.270    | 64.750    | 62.904    | 63.580    | 72.655    |
| 3 | Јужна Кореја        | 80.930  | 75.911    | 68.630    | 55.780    | 56.244    | 52.764    | 53.384    | 54.708    |
| 4 | Италија             | 70.849  | 50.872    | 48.810    | 57.493    | 50.889    | 52.356    | 53.280    | 39.980    |
| 5 | Грчка               | 13.160  | 14.000    | 20.900    | 21.500    | 31.557    | 36.000    | 35.230    | 28.980    |
| 6 | Португалија         | 22.224  | 24.305    | 22.350    | 18.271    | 26.780    | 29.875    | 34.165    | 50.000    |
| 7 | Јапан               | 65.300  | 21.700    | 23.500    | 19.100    | 16.500    | 18.700    | 16.500    | 15.700    |
| 8 | Шпанија             | 37.515  | 10.000    | 10.000    | 10.000    | 16.185    | 15.623    | 15.091    | 25.500    |
| 9 | Северна Кореја      | 5.200   | 10.201    | 9.628     | 11.000    | 12.540    | 12.540    | 12.823    | 12.872    |
| 10 | Француска           | 53.751  | 8.672     | 9.464     | 7.160     | 8.642     | 8.406     | 8.683     | 7.350     |
| 11 | Албанија            | -       | 5.580     | 5.450     | 5.200     | 6.040     | 6.226     | 5.242     | 5.846     |
| 12 | Чиле                | -       | -         | -         | -         | 2.718     | 2.108     | 2.166     | 2.848     |
| 13 | Босна и Херцеговина | -       | -         | -         | -         | 1.142     | 1.154     | 1.179     | 2.109     |
| 14 | Аустралија          | -       | -         | -         | -         | -         | 1.100     | 1.100     | 1.100     |
| 15 | Азербејџан          | -       | -         | -         | -         | 763       | 634       | 614       | 593       |
| 16 | Бугарска            | -       | -         | -         | -         | 502       | 503       | 515       |           |
| 17 | Северна Македонија  | -       | -         | -         | -         | 510       | 396       | 407       | 1.439     |
| 18 | Украјина            | -       | -         | -         | -         | 218       | -         | 229       | 228       |
| 19 | Словенија           | -       | -         | -         | -         | 76        | 63        | 225       | 60        |
| 20 | Швајцарска          | -       | -         | -         | -         | 177       | 180       | 180       | 265       |
| 21 | Мађарска            | -       | -         | -         | -         | 218       | 227       | 148       | 200       |
| 22 | Румунија            | -       | -         | -         | -         | 33        | 31        | 37        | 40        |
| 23 | Аустрија            | -       | -         | -         | -         | -         | -         | -         | 120       |
| — | Свет                | 528.433 | 1.890.179 | 1.954.623 | 2.022.831 | 2.261.589 | 2.327.495 | 2.353.825 | 2.406.903 |
| Извор: Ови подаци Организације УН за храну и пољопривреду могу укључивати неке продукције „кестена” које нису повезане са врстом castanea|                     |         |           |           |           |           |           |           |           |

Ово је била основна храна у јужној Европи, Турској и југозападној и источној Азији миленијумима, углавном замењујући житарице тамо где оне добро не успевају, ако их је уопште могуће узгајати, попут планинских медитеранских области. Докази о његовом узгоју од стране човека су доступни од отприлике 2000. године пре нове ере. Александар Велики и Римљани су посадили стабла кестена широм Европе током својих различитих кампања. Сматра се да је Грчка војска преживела њихово повлачење из Мале Азије 401–399 године пре нове ере захваљујући залихама кестена. Стари Грци, попут Диоскорида и Галена, писали су о кестенима и коментарисали њихова лековита својства, као и о надутости изазваној прекомерном конзумацијом. За прве хришћане кестен је симболизовао чедност. До увођења кромпира, читаве шумске заједнице које су имале ограничен приступ пшеничном брашну ослањале су се на кестен као главни извор угљених хидрата. У неким деловима Италије, колач од кестена користи се као замена за кромпир. Године 1583, Чарлс Естјен и Жан Лиебо су написали, „бесконачно много људи живи само од (кестена)”. Године 1802, један италијански агроном рекао је за Тоскану да је „плод кестеновог дрвета практично једина храна наших горштака“, док је 1879. речено да се њиме готово искључиво хранила читаву популација пола године, као „привременом, али потпуном заменом за житарице“.
Гранични записи састављени за време владавине Јована већ су као знаменитост приказивали чувени Тортвортски кестен у јужном Глостерширу; био је познат и под именом „Велики кестен из Тортворта“ у време Стивена Енглеског. Ово дрво је имало опсег преко 50 ft (15 m) у обиму на 5 ft (1,5 m) од земље 1720. Сто коњских кестена у кестеновим шумама на планини Етна најстарије је живо кестење за које се каже да је још веће. Дрвеће кестена посебно добро успева у Медитеранском базену. Године 1584, гувернер Ђенове, која је доминирала Корзиком, наредио је свим фармерима и земљопоседницима да годишње засаде четири стабла, међу којима је био и кестен - плус маслина, смоква и дуд. Многе заједнице дугују своје порекло и некадашње богатство насталим кестеновим шумама. У Француској се за Божић и Нову годину увек служи марон гласе, кандирани кестен који обухвата 16 различитих процеса у типично француском стилу кувања. У Модени, у Италији, они се намачу у вино пре печења и сервирања, а традиционално се једу и на дан Светог Симона у Тоскани. У региону Ромања, печени кестени се често служе уз традиционално вино, Кагнина ди Ромања. У Португалији се традиционално једе печени кестен на дан Светог Мартина.

## Плод
Плод је јестив и укусан, садржи доста скроба, а од њега се могу правити посластице. Може се јести куван или печен, па чак и сиров. Питоми кестен не треба мешати са дивљим кестеном, чији плод људи не могу јести.
Плодови - ахеније груписани по три у заједничком омотачу купули који је обрастао игличастим, бодљикавим стипулама и који се отвара по два унакрсна шава (крстасто) када је зрео. Лист је дугуљаст и рецкав. Питоми кестен расте у Македонији и делимично у јужној Србији.

## Галерија
- дрво питомог кестена
- плод питомог кестена
- лист питомог кестена
- Кестен у нишком парку Чаир
- Кестен